# Посао је посао
Посао је посао (фр. Les affaires sont les affaires) је комедија у три чина написана у прози чији је аутор француски писац Октав Мирбо (1903).
Представљена је публици са огромним успехом у позоришту Комеди-Франсез (Comédie-Française) 20. априла 1903. године и односећи се на једну борбу која се завршила укидањем лекторског комитета Молијерове куће октобра 1901, комедија Посао је посао тријумфовала је на свим сценама широм света, нарочито у Немачкој и у Русији. Преведена је на свим језицима и често играна већ цео век, а да њен успех никада није демантован. Шеснаест глумачких трупа представило је овај позоришни комад на сцени између 1994. и 2011, а посебно у Комеди-Франсез поново је игран у јесен 2009. и у пролеће 2011. године.

## Класична комедија
Ради се о великој класичној комедији у Молијеровом континуитету, где се осликавање живих каратктера, који су иначе врло театрализовани, комбинује са описом узвишених обичаја тако-зване „Бел епок“ (« Belle Époque »). Три јединства – јединство времена (мање од 24 сата на два узастопна дана), јединство места (дворац Воперди) и јединство радње (истицање послова којима се Исидор Леша нада да ће удвостручити своје богатство) – поштују се у овом комаду. 

## Моћ новца
Централна личност, Исидор Леша, са симптоматичним презименом, је послован човек и бескрупулозан предатор, продукт једне епохе економских превирања и светске експанзије капитала. Он зарађује од свега и представља економску и медијску моћ обавештавајући пословне људе о будућности: за то скупо морају платити владе и високи политички штаб. Као симбол једног економског система у коме су слаби немилосрдно смрвљени под гвозденом чизмом богатих, он је мрзак и одбојан. 
Како говори и сам наслов, који је постао пословичан, новац искључује самилост, осећање и морал и самом је себи довољан. У свету у којем тријумфује похлепа за зарадом и у којем је све на продају, њена рушилачка моћ доприноси томе да је све поткупљиво: интелигенција, исто као и срца и институциј. Демистификација свега овог није изгубила ништа од своје актуелности. 

## Љубав и смрт
Ипак, у расплету — често квалификован као шекспировски — отац који је скрхан и понижен веровао да је « све изгубио », успева да се прибере како би бриљантно закључио текуће послове и сможди два инжењера који су хтели да се окористе о његов бол како би га преварили: дефинитивно, посао је посао…